# Parco dei Nebrodi

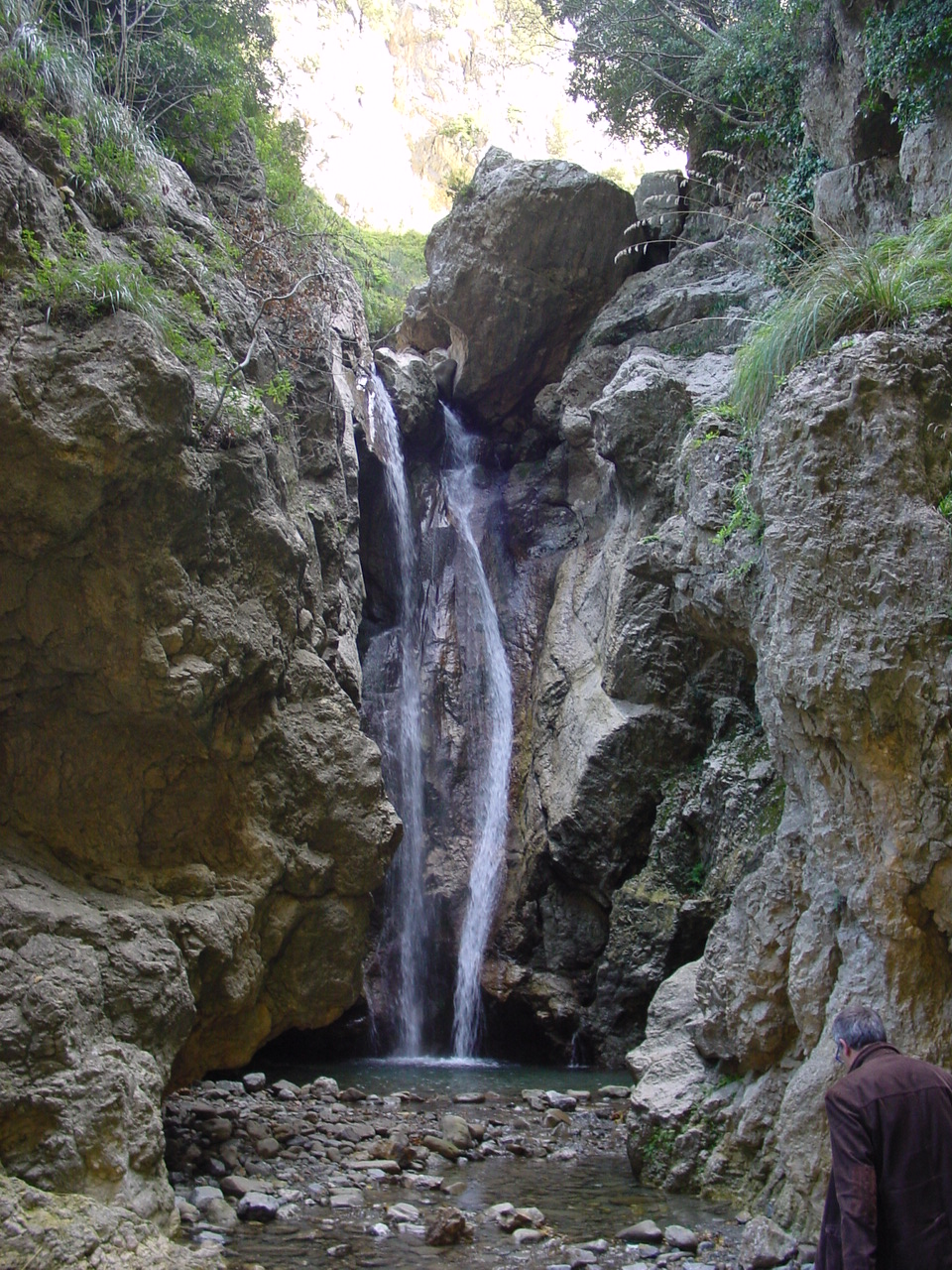
Cascata del Catafurco

Der Parco dei Nebrodi ist ein italienischer Regionalpark der Autonomen Region Sizilien rund  um die Monti Nebrodi, ein Gebirge an der Nordküste Siziliens. Er wurde am 4. August 1993 eröffnet, um die vielfältige Flora und Fauna des Gebirges und der Umgebung zu schützen.

## Lage
Mit einer Fläche von etwa 86.000 ha ist der Regionalpark einer der größten Europas. Er wird im Norden vom Tyrrhenischen Meer, im Süden vom Ätna und den Flüssen Alcantara und Simeto begrenzt. Zum Gebiet gehören 18 Gemeinden der Metropolitanstadt Messina, drei Gemeinden der Metropolitanstadt Catania und zwei Gemeinden des Freien Gemeindekonsortiums Enna.

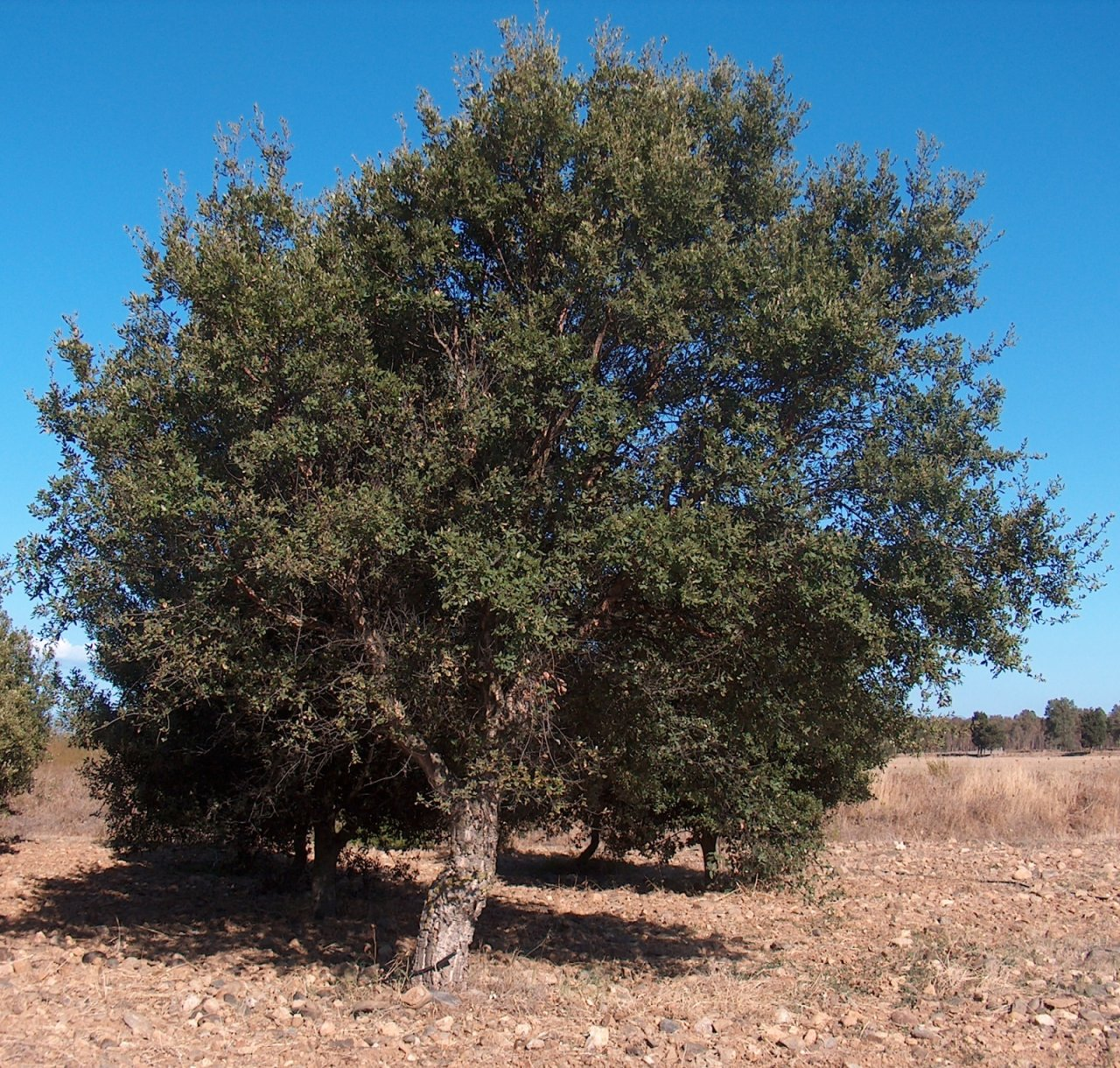
Korkeiche

## Flora
Die Araber nannten das Gebiet der Monti Nebrodi „Insel auf der Insel“, da hier im Gegensatz zu anderen Gegenden Siziliens auf Grund zahlreicher Bäche, Flüsse und Feuchtgebiete  auch in den heißen Sommermonaten eine üppige Vegetation vorzufinden ist.
In den tiefer gelegenen Regionen werden Zitrusfrüchte, Olivenbäume und Mandeln angebaut.  Wild wachsen verschiedene Kräuter und Sträucher wie die Myrte, der Mastixstrauch (wilde Pistazie) oder Ginster.
Die Wälder in den höheren Lagen sind mit einer Fläche von 50.000 ha eines der größten Waldgebiete Siziliens. Hier sind Steineichen, Korkeichen, Zedern, Ahorn, Edelkastanien, Eschen und Buchen zu finden. Im Unterholz wachsen Eiben, Stechpalmen und Mäusedorn.

## Fauna
Die Monti Nebrodi erhielten ihren Namen von den Damhirschen (griechisch: nebros für Hirschkalb), die früher in den Waldgebieten heimisch waren. Obwohl einige der ursprünglichen Tierarten wie die Damhirsche oder Wölfe in den vergangenen Jahrhunderten durch die Jagd ausgerottet wurden, zählt der Parco dei Nebrodi zu den artenreichsten Gebieten Siziliens.
Neben Füchsen, Mardern, Wildkatzen, Wildkaninchen, Wildschweinen und Stachelschweinen finden hier 150 Vogelarten und 70 verschiedene Schmetterlingsarten ihren Lebensraum. Zu den Vogelarten zählen in erster Linie Greifvögel wie Bussarde, Falken, Gabelweihen und Adler. In den Feuchtgebieten leben Tauchenten, Wasserhühner, Eisvögel, Graureiher und Stelzenläufer.
Eine Besonderheit im Parco dei Nebrodi sind die „Sanfratellani“. Das sind seltene, für Sizilien typische Pferde, deren Name sich von der Gemeinde San Fratello ableitet. Sie zählen zu den Rappen, haben ein Stockmaß von 150 bis 158 cm und gelten als besonders ausdauernd und trittsicher. Eingesetzt werden sie als Reitpferde und Tragtiere. Der Bestand von knapp 4000 Sanfratellani steht unter genauer Beobachtung. Eine weitere Besonderheit sind die „Suino Nero dei Nebrodi“ oder „Nero Siciliano“, eine alte Schweinerasse, die nur noch etwa 1000 Tiere umfasst.

## Weitere Informationen

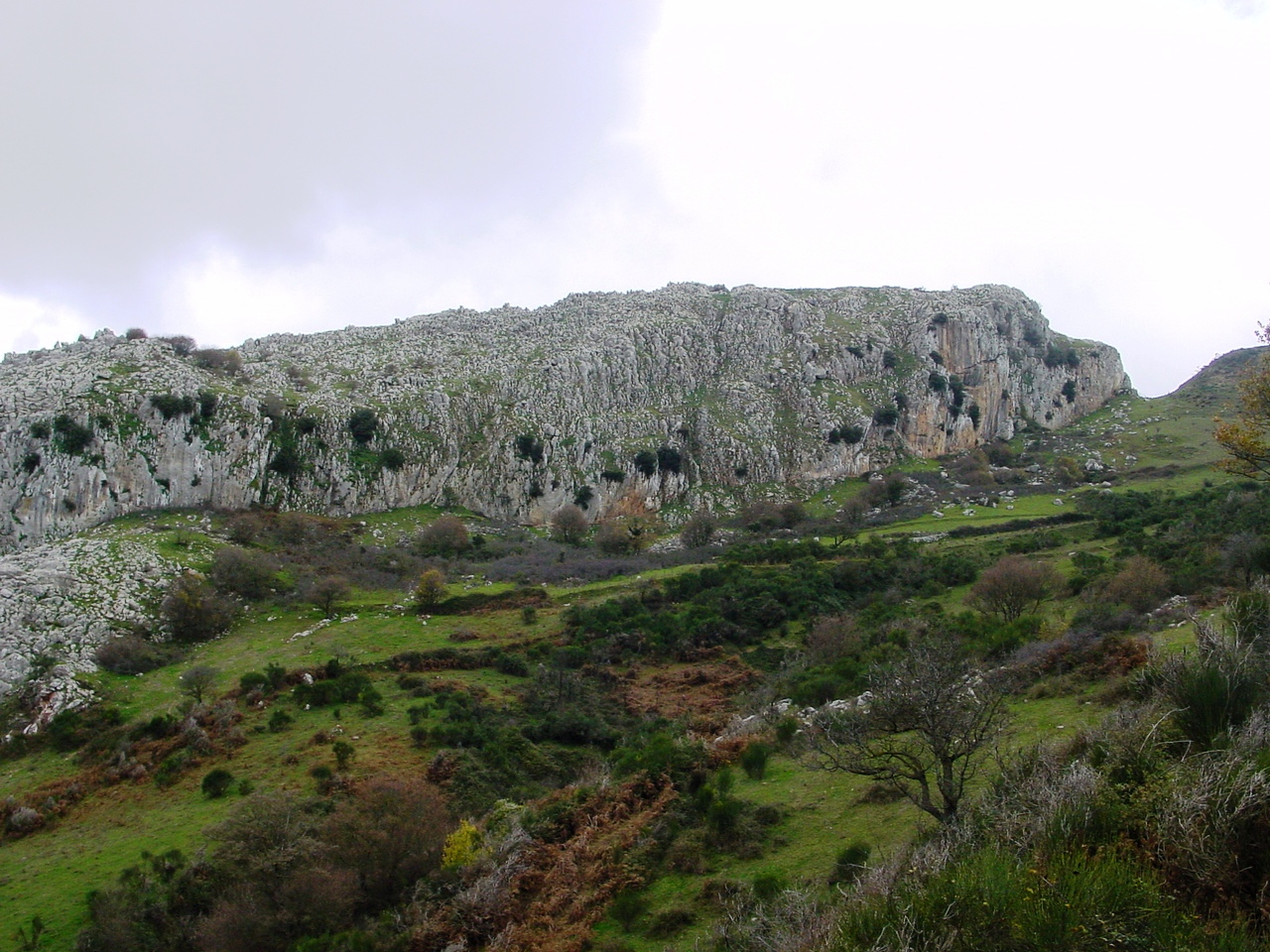
Rocche del Crasto

Landschaftlich sehenswert sind das Gebiet der Rocche del Crasto, steile Kalksteinfelsen mit zahlreichen Schluchten, und zwei Seen. Der Lago Maulazzo befindet sich auf den nordöstlichen Hängen des Monte Soro. Der Lago Biviere in der Gemeinde Cesarò ist eines der wichtigsten Feuchtgebiete des Parks. Im Sommer färbt sich sein Wasser durch die Blüte von Mikroalgen rot.

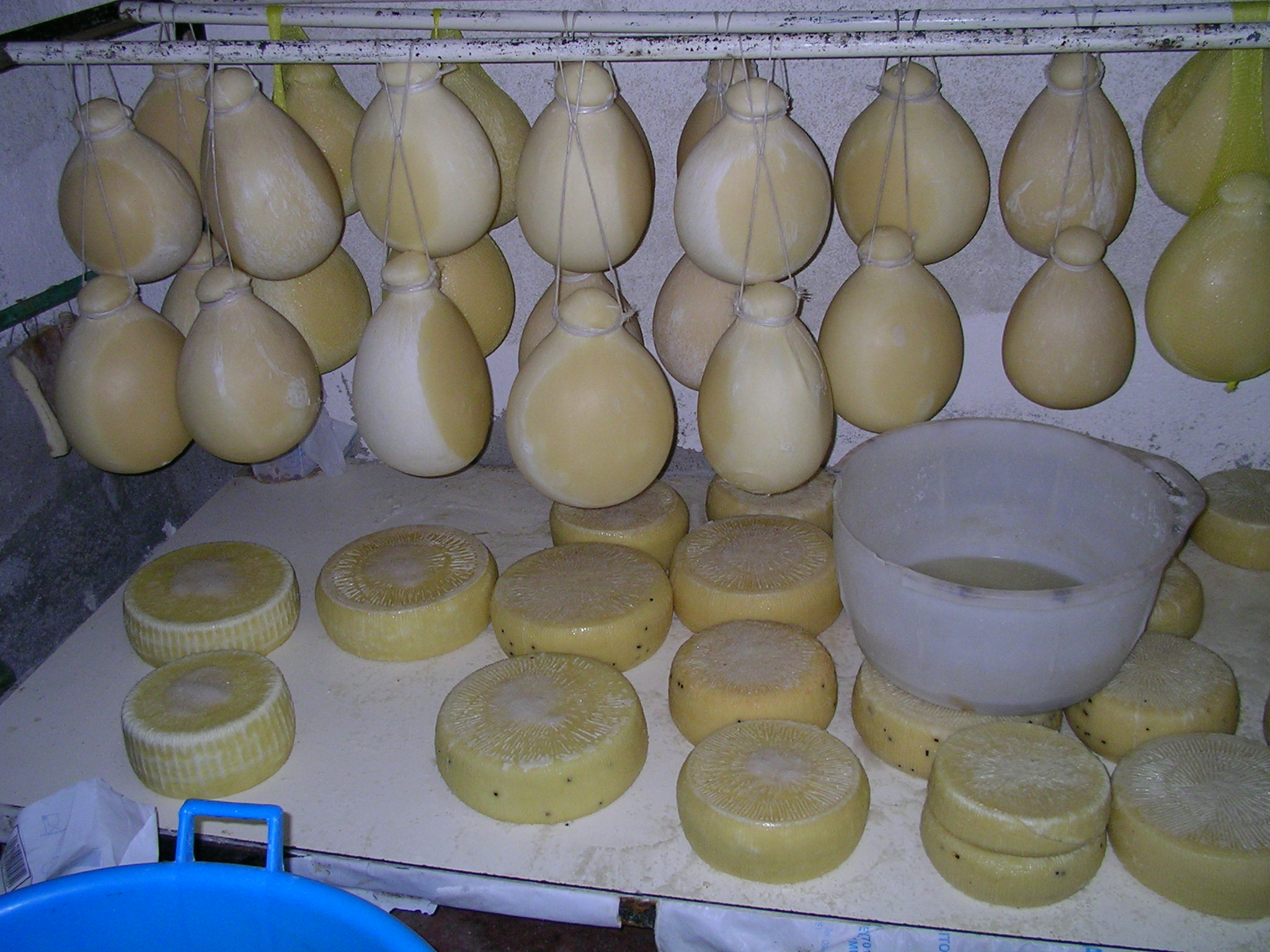
Käse aus den Monti Nebrodi

Typische Bauten sind die Cubburi. In vielen der im Regionalpark liegenden Gemeinden wurden Museen eingerichtet, die Einblick in das Leben und die Traditionen der früheren Bevölkerung geben. Gezeigt werden alte Ackergeräte, Haushaltsgegenstände und Beispiele bäuerlicher Handwerkskunst. In Bronte wurde ein alter Bauernhof rekonstruiert. In Randazzo gibt es auch eine ornithologische Sammlung und ein Museum mit Originalpuppen des sizilianischen Puppentheaters.
Zu den kunsthandwerklichen Produkten der Region zählen handgestickte Bettwäsche und Tischtücher, Binsenkörbe, bunte Schilfmatten und Teppiche sowie kunstvolle Keramikwaren.
An Nahrungsmitteln werden vor allem Käse wie z. B. Provola, Pecorino und Ricotta produziert, aber auch Olivenöl sowie Honig und Haselnüsse zur Herstellung von Süßwaren. Regionale Spezialität ist die „Fellata“, eine Salami aus Schweinefleisch.